# 国家计量局
国家计量局，是中华人民共和国国务院已撤销的直属机构，負責计量工作。沿革为现今的国家市场监督管理总局计量司。

## 历史
1954年11月8日第一届全国人民代表大会常务委员会第二次会议批准国务院设立国家统计局、国家计量局……等二十个直属机构。 
1955年1月中央工商行政管理局度量衡处（1949年成立，处长于寿康）改组成立国家计量局，局址在北京东四马大人胡同27号四合院（原度量衡处的所在地）。国务院1955年4月21日第九次全体会议通过：李承干任国家计量局局长，严希纯、于寿康任副局长。
1956年获得了波兰计量局、苏联国家标准与量具计器委员会的技术与专家援助。 1956年11月，国家计量局改称“中华人民共和国国家计量局”。1957年1月，由国务院直属单位改为由国家技术委员会代管，办公地点迁至三里河技委大楼。
1957年获得全苏计量科学研究院(BHNNM)的技术援助。
1958年1月10月一机部工具科学研究院（前身为部计量检定所于1956年初扩建）并入国家计量局。 
1965年7月在北京组建中国计量科学研究院，与国家计量局两个机构一套领导班子。1965年9月国务院副总理聂荣臻、李富春批准了国家计委、国家科委提出的在四川成都建设中国计量科学研究院分院。
1972年11月，国家标准局与国家计量局合并，成立国家标准计量局，由中国科学院代管。
1978年，国家标准计量局撤销，分别成立国家标准总局、国家计量总局。
1979年，参加国际计量测试联合会。
1980年11月国务院批准西南计量测试中心与四川计量分院合并组成成都计量测试研究院。
1982年，国家计量总局改称“国家计量局”。
1986年11月，成都测试技术研究院正式改名为中国测试技术研究院。
1988年4月，第七届全国人民代表大会第一次会议决定，把国家标准局、国家计量局、国家经委质量局合并组成国家技术监督局，直属国务院。

## 职责
- 计划和掌管计量公制的推行
- 掌管计量器具的国家检定
- 指导计量器具的制造、修理
- 监督计量器具的贩卖和进出口
- 筹建各种计量基准器
- 审核机关、企业计量标准器的设置
- 草拟有关国家计量制度和计量工作的法规性文件
- 国务院交办的其他任务

## 机构设置
- 办公室 主任侯彻(10级)
- 技术处 处长苏微之(11级)
  - 长度组 组长翁中衡：度量衡的检定，编写有关检定规程和设计检定装置。
  - 热工组
  - 力学组 组长龙家良：力值与硬度计量
  - 电学组 组长唐珪璠
- 编译处 处长季寿山
- 监督处
- 人事处 处长赵德元
- 计量技术委员会
- 公制推行委员会

## 历任领导
| 局长 1. 李承干（1955年1月－1959年） 2. 鞠抗捷（1959年－1963年5月） 3. 高戈伍（1963年6月－1964年12月） 4. 李乐山（1964年12月－） | 副局长 - 严希纯（1955年1月－1965年9月） - 于寿康（1955年1月－） - 田星云（1956年7月－） - 钟林（1958年1月－1967年2月） - 高戈伍（1964年12月－） - 罗军 |